# Zemljopis Kiribatija
Kiribati su država sastavljena od 32 raštrkana atola i jednog otoka u Tihom oceanu. Atoli i otok leže otprilike na pola puta između Havaja i Australije u mikronezijskoj skupini otoka Južnog Pacifika. Tri glavne otočne skupine su Gilbertovo otočje, Otočje Phoenix i Ekvatorski otoci. 
Površina države je 811 km², na kojoj živi 103.500 stanovnika dok je prosječna gustoća naseljenosti 135 stan./km². Površina prostranstva između atola i otoka ekvivalenta je kopnenoj površini SAD-a. Većina zemljišta na atolima je na manje od dva metra iznad razine mora, najviša točka je 265 metra iznad razine mora. Prema izvješću Ujedinjenih naroda iz 1989. Kiribati su identificirani kao jedna od zemalja koje bi u potpunosti mogle nestati u 21. stoljeću, ako se ne poduzmu koraci za rješavanje globalnih klimatskih promjena. Obala otoka ukupno je duga 1.143 km. 

## Klima
Zbog svog položaja, Kiribati su izloženi morskoj klimi. Temperature se kreću između 26-32 °C, tijekom cijele godine, a temperatura vode je tijekom cijele godine 28-29 °C. Suha sezona je od prosinca do ožujka, a kišna sezona traje od veljače do svibnja i od rujna do studenog.
Ciklone se mogu pojaviti u bilo koje doba godina, ali obično od studenog do ožujka. U ožujku 2015. Kiribate su pogodile poplave u kojima je oštećena obalna infrastruktura kao posljedica ciklona Pam pete kategorije, ciklona koji je poharao Vanuatu.

## Upotreba zemljišta
Kiribati imaju 2,5% obradive zemlje, od čega se 40% koristi za usjeve. Na oko 10% zemljišta su stabala. Oko 50% zemljišta se koristi za stanovanje i komercijalnu upotrebu.

## Prirodni resursi
Velik dio prirodnih resursa je iscrpljen prije stjecanja neovisnosti 1979. godine. Na otoku Banabi Britanci su iskopavali fosfor koji je služio kao gnojivo do iscrpljivanja zaliha, zalihe su iscrpljenje prije osamostaljenja.

## Vanjske poveznice
|  | Zajednički poslužitelj ima još gradiva o temi Zemljopis Kiribatija |